# Pentatló d'hivern als Jocs Olímpics d'hivern de 1948
Als Jocs Olímpics d'Hivern de 1948 celebrats a la ciutat de Sankt Moritz (Suïssa) es disputà una prova de pentatló d'hivern en categoria masculina per equips com a esport de demostració, sent l'única vegada que aquest esport ha format part dels programa olímpic.
El pentatló d'hivern està format per la competició de:
- esquí de fons
- tir
- descens
- esgrima
- hípica

## Comitès participants
Hi participaren un total de 14 esquiadors de 5 comitès nacionals diferents.
| - Àustria (1) - Finlàndia (1) - Regne Unit (4) - Suècia (4) - Suïssa (4) |

## Resum de medalles
| Prova             | Or           | Argent       | Bronze       |
| Pentatló d'hivern | Gustaf Lindh | William Grut | Bertil Haase |

## Medaller
| Posició | País   | Or | Argent | Bronze | Total |
| 1       | Suècia | 1  | 1      | 1      | 3     |
|         |        |    |        |        |       |
| Total   | Total  | 1  | 1      | 1      | 3     |

## Resultats
Puntuació aconseguida en cada prova:
| Pos. | Comitè     | Nom                | Esquí de fons | Tir | Descens | Esgrima | Hípica | Total |
| ---- | ---------- | ------------------ | ------------- | --- | ------- | ------- | ------ | ----- |
| 1    | Suècia     | Gustaf Lindh       | 2             | 1   | 6       | 4       | 1      | 14    |
| 2    | Suècia     | William Grut       | 3             | 3   | 4       | 3       | 2      | 15    |
| 3    | Suècia     | Bertil Haase       | 1             | 5   | 1       | 6       | 4      | 17    |
| 4    | Suïssa     | Vincenzo Somazzi   | 8             | 9   | 2       | 1       | 5      | 25    |
| 5    | Suïssa     | Hans Rumpf         | 9             | 4   | 3       | 1       | 9      | 26    |
| 6    | Regne Unit | Derek Allhusen     | 11            | 8   | 11      | 11      | 3      | 44    |
| 7    | Àustria    | Griessler          | 5             | 12  | 7       | 10      | 11     | 45    |
| 8    | Suïssa     | Schriber           | 10            | 10  | 10      | 4       | 11     | 45    |
| 9    | Regne Unit | Walker             | 12            | 13  | 9       | 6       | 7      | 47    |
| 10   | Regne Unit | Charles Legard     | 14            | 11  | 8       | 9       | 6      | 48    |
| 11   | Regne Unit | Maurice Willoughby | 13            | 14  | 13      | 6       | 8      | 54    |
| 12   | Suècia     | Claes Egnell       | 4             | 2   | 5       | NF      | NF     | NF    |
| 13   | Finlàndia  | Viktor Platan      | 6             | 7   | 12      | NF      | NF     | NF    |
| 14   | Suïssa     | J. Vollmeier       | 7             | 6   | 14      | NF      | NF     | NF    |